# Ian James Corlett

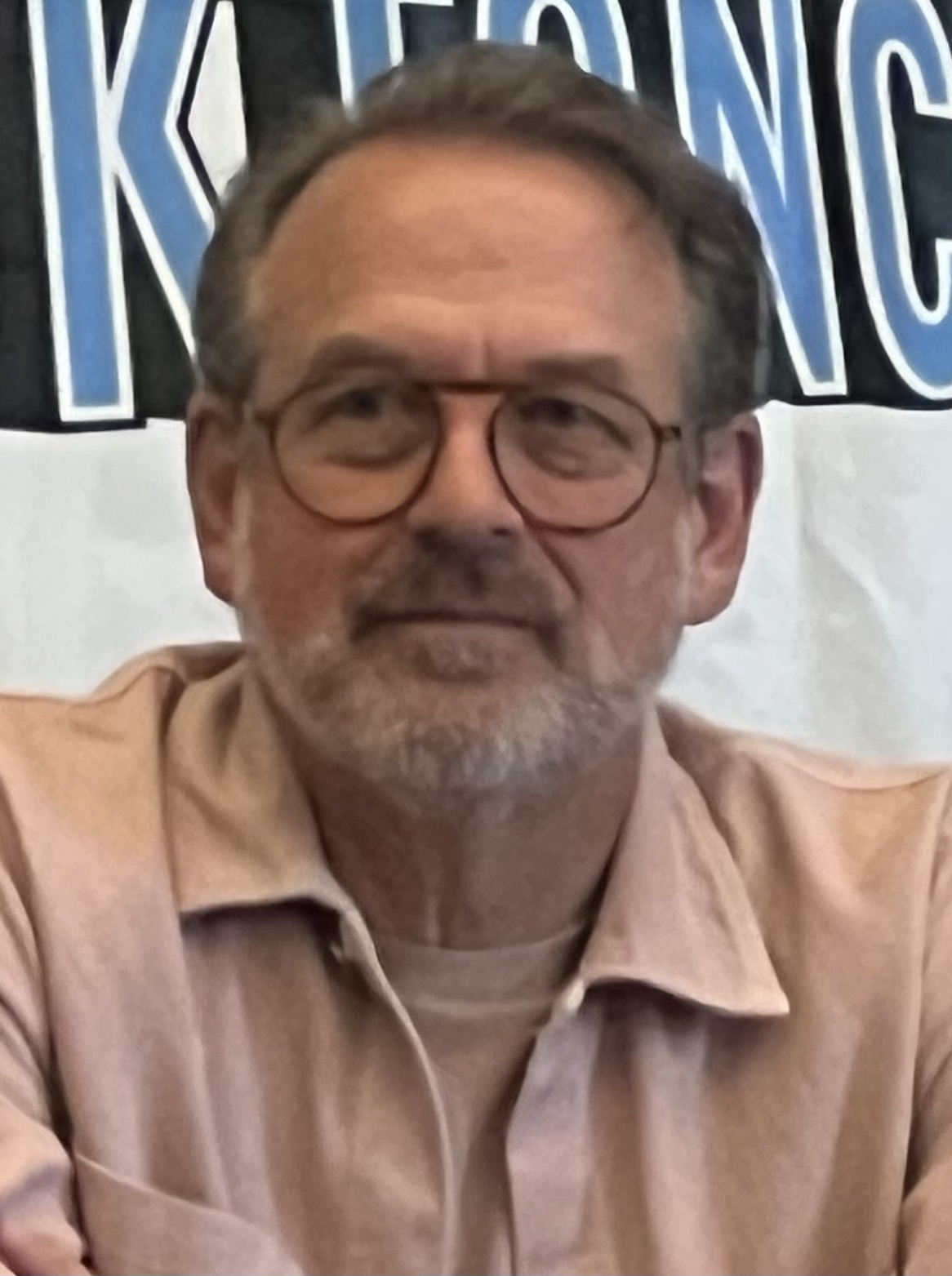
Ian James Corlett

Ian James Corlett (* 29. August 1962 in Burnaby) ist ein kanadischer Synchronsprecher und Drehbuchautor für Zeichentrickfilme.
Ian James Corlett ist seit Ende der 1980er Jahre als Sprecher für Zeichentrick- und Animationsfilme tätig.
Bei 13 Serien schrieb er an Folgen-Drehbüchern mit. 2003 hatte er die Idee zur Zeichentrickserie Hier ist Ian.

## Synchronrollen (Auswahl)
- 1989–1991: Ranma ½ als Dr. Tofu Ono
- 1990–1992: G.I. Joe als diverse Rollen
- 1991–1992: Captain Zed und die Traumpatrouille als Mutter
- 1993: Sonic der irre Igel als Coconuts
- 1993–1994: Double Dragon als Vortex
- 1994–1996: Mega Man als Mega Man
- 1996–1997: Dragon Ball Z als Goku
- 1996–1999: Transformers: Beast Wars als Cheetor
- 1998–1999: RoboCop: Alpha Commando als diverse Rollen
- 2000–2002: Mimis Plan als diverse Rollen
- 2001–2003: Sitting Ducks als Bill
- 2001–2007: Typisch Andy! als Andy
- 2001–2005: The Cramp Twins als Mr. Cramp
- 2002–2005: Baby Looney Tunes als Taz
- 2003: Gadget and the Gadgetinis als diverse Rollen
- 2005–2014: Johnny Test als Dad
- 2009–2020: Dino-Zug als Schaffner
- 2010: Hero 108 als ApeTrully
- 2011–2022: Ninjago als diverse Rollen
- 2013–2016: Pac-Man and the Ghostly Adventures als Blinky
- 2014–2016: Nerds and Monsters als Skur
- 2015: Pirate Express als Poseidon
- 2015–2017: Bob der Baumeister als Mr. Bentley
- 2017–2019: Super Monsters als Igor
- 2020: Greyhound – Schlacht im Atlantik als Dicky